# Barbus trispilomimus
Barbus trispilomimus е вид лъчеперка от семейство Шаранови (Cyprinidae). Видът не е застрашен от изчезване.

## Разпространение
Разпространен е в Ангола и Камерун.

## Описание
На дължина достигат до 4,5 cm.